# Semorina lineata
Semorina lineata är en spindelart som beskrevs av Cândido Firmino de Mello-Leitão 1945. 
Semorina lineata ingår i släktet Semorina och familjen hoppspindlar. Inga underarter finns listade i Catalogue of Life.